# Josep Carbó i Vidal
Josep Carbó i Vidal (Sant Joan de Palamós, Baix Empordà, 26 d'octubre del 1912 - Santa Coloma de Farners, Selva, 4 de gener del 1988), va ser mestre, compositor, violoncel·lista i dibuixant.

## Biografia
Fill d'Eliseu Carbó i Parals (1890-1968), mestre, músic i compositor, autor de sardanes com Margaridó, Plany o la puntaire del rial, d'ell rebé les primeres nocions de música; el germà d'Eliseu, Fortunat Carbó, va ser fiscornaire i bateria a La Principal de Palamós i a l'Orquestra Palamós. Quan tenia deu anys, en Josep s'inicià en l'estudi del violí i el violoncel, que interpretà al Quartet Germanor, on també tocava son pare. A catorze anys la seva família es traslladà a Santa Coloma de Farners i, al poc, en Josep hi fundà una coral de gent gran per a cantar caramelles. En els anys trenta va ser solista de violoncel a l'Orquestra Simfònica de Girona, que dirigia el mestre Ricard Lamote de Grignon. Acabà la carrera de Magisteri el 1934, i exercí de mestre a Riudarenes, Regencós i Caçà de la Selva, fins a tornar definitivament a Santa Coloma.
L'any 1943 va constituir un grup instrumental, Carbó y su orquesta, que animà les festes majors de les comarques gironines. Entre els anys 50 i 60 dirigí dues societats corals barcelonines, La Unió d'Hostafrancs i La Font de la Guatlla, i el 1969 va fundar a Santa Coloma de Farners la coral Bell Esclat, amb 85 cantaires de diverses edats. El 1981, amb alguns ex-deixebles seus, va constituir la cobla La Flama de Farners.
La seva tasca compositora ha abastat molt diversos àmbits. En primer lloc, la música folklòrica i tradicional (se li atribueixen 300 sardanes, cançons, caramelles). Després, la música religiosa, peces simfòniques per a cobla o orquestra, ballables, operetes...
En homenatge, l'ajuntament de Santa Coloma de Farners ha donat el seu nom a l'Escola Municipal de Música de la població.

## Obra

### Música per a cobla
- Poema simfònic

### Sardanes
- A cau d'orella
- A les dues Maries Roses (1987)
- Aliança (1950)
- Ànima enamorada (1950)
- L'Antoni
- Aplec a Sant Salvador (1980)
- L'aplec d'Olesa (1982)
- L'aplec de Farners
- Bella dansa
- Bosc endins (estrenada el 1994)
- Costa Brava (1936)
- De Sant Joan a Palamós (1987)
- Les delícies catalanes, sardana cantada
- Les delícies de l'Escala (1951)
- Dolça (1987)
- Dolça Catalunya (1979), amb lletra del mateix autor
- Dos amics, obligada per a 2 tenores
- En Quim i la Nuri
- Enjogassada
- Escolta'm, sardana cantada
- L'esperit colomenc (1979)
- Fadrins de Tarabaus
- Fem rotllo, sardana cantada
- La Festa Major, sardana cantada
- L'Hostal de la Peira
- Invitació a la sardana (1985)
- Jovenívola (1927)
- Lluna de mel
- Lola
- La mainada de Salt (1983)
- Maria Assumpció
- Merceneta
- Les nenes maques de Santa Susanna (1986)
- El noi, sardana cantada
- La núvia del regiment
- Olot festiu
- L'oli d'Olesa
- Onze primaveres (1977), obligada de flabiol
- La petita Marta (1986)
- Prometatge (1933)
- La pubilla catalana (1933)
- La pubilla de Farners, obligada de tible
- Quan l'aplec reneix (1986)
- La que més m'agrada
- Rebrolls de Flaçà
- El rossinyol de Manlleu (1983), obligada de flabiol
- Santa Coloma, ciutat pubilla (1981)
- Santa Coloma mil·lenària
- La sardana dels pomells
- La tenora presumida (1950)
- Tres de febrer, en recordança del dia que les tropes de Franco van entrar a Santa Coloma el 1939
- Una del mestre
- Viladamat, poble estimat